# Ilja Mihajlovič Frank
Ilja Mihajlovič Frank (Sankt Peterburg, 23. listopada 1908. – Moskva, 22. lipnja 1990.), ruski fizičar. Profesor na Moskovskome sveučilištu od 1944.; član Ruske akademije znanosti od 1946. Njegovi istraživački radovi obuhvaćaju područje optike i nuklearne fizike. U suradnji s I. J. Tammom razvio teoriju Čerenkovljevog zračenja. Za otkriće i teorijsku obradbu Čerenkovljevog zračenja 1958. dobio je s P. A. Čerenkovim i Tammom Nobelovu nagradu za fiziku.

## Čerenkovljevo zračenje
Čerenkovljevo zračenje, Čerenkovljev učinak ili Čerenkovljev efekt je emisija elektromagnetskoga zračenja koje nastaje kada brze električki nabijene čestice (elektroni, protoni, mezoni) prolaze kroz optičku sredinu (dielektrik ili izolator) brzinom većom od brzine širenja svjetlosti u istome mediju. Učinak je vidljiv golim okom: ako na primjer elektroni iz betatrona ulaze u običnu vodu, tekućina kao da ljubičasto fluorescira. Jedan od primjera je karakteristična plavkasta svjetlost koja se primjećuje u nuklearnim reaktorima. Pojavu je 1934. opisao P. A. Čerenkov, a objasnili su je 1937. I. M. Frank i I. J. Tamm. Primjenjuje se u nuklearnoj fizici za detekciju brzih električki nabijenih čestica i za mjerenje njihovih brzina (Čerenkovljev brojač ili Čerenkovljev detektor). Za ovo otkriće sva trojica dobili su Nobelovu nagradu za fiziku 1958.
Svaka čestica koji se giba kroz medij brzinom većom nego što je brzina širenja valova u tom mediju, stvarat će val konusnog oblika oko sebe. Ova činjenica vrijedi za valove na vodi (nastajanje valne fronte kod broda ili glisera koji se giba brže od valova) i za valove zvuka (probijanje zvučnog zida). Isti učinak vrijedi i za elektromagnetske valove, to jest svjetlost. Budući da je brzina svjetlosti u nekom mediju manja nego u vakuumu, moguće je u blok materijala usmjeriti snop čestica čija je brzina veća od brzine svjetlosti u tom mediju. Tada nastaje stožasti val svjetlosti, a vrh stošca nalazi se u izvoru zračenja čestica. Mjerenjem kuta ovog stošca moguće je odrediti brzinu čestica koje su izazvale ovo zračenje, što je jedna od metoda kojom se mjeri brzina čestica u fizici visokih energija.

## Vanjske poveznice
- Nobelprize.org, Nobelova nagrada za fiziku 1958.
- Nobelprize.org, Pavel Čerenkov - Životopis
- Slike Čerenkovog zračenja